# Абезгауз, Залман Евнович
Залман Евнович Абезга́уз (бел. Залман Еўнавіч Абезгаўз; 10 апреля 1920, Лепель, Витебская губерния — 26 сентября 1988, Минск) — белорусский советский историк. Кандидат исторических наук (1956).

## Биография
Родился 10 апреля 1920 года в городе Лепель (ныне — Витебская область, Белорусская ССР) в семье Евно Мееровича Абезгауза. В 1945 году окончил Белорусский государственный университет.
Принимал участие в Великой Отечественной войне. С июня 1943 по декабрь 1943 года — артиллерист 557-го стрелкового полка, 153-й стрелковой дивизии, 31-й армии, 3-го Белорусского фронта, дважды ранен, (лёгкое — 18.11.43, тяжёлое — 24.12.43), инвалид 2-й группы.
В 1955 году защитил кандидатскую диссертацию (Институт истории Академия наук Белорусской ССР; «Исторические предпосылки формирования пролетариата в Белоруссии: вторая половина XIX века»).
В 1945—1948 годы — сотрудник Архивного управления Белорусской ССР. С 1948 года — в Институте истории Академии наук Белорусской ССР: в 1948—1956 годы — младший научный сотрудник, с 1956 года — старший научный сотрудник.
Умер 26 сентября 1988 года.

## Научная деятельность
Исследовал историю формирования и развития рабочего класса Белоруссии дореволюционного периода: демографическую и национальную структуру, социально-экономическое положение, условия труда.

## Награды
- Орден Отечественной войны 1-й степени (06.04.1985)
- Орден Отечественной войны 2-й степени (20.11.1945)